# Championnat d'Europe masculin de rink hockey des moins de 20 ans 1977
Navigation
Championnat d'Europe masculin -20 ans 1976 Championnat d'Europe masculin -20 ans 1978
Le Championnat d'Europe de rink hockey masculin des moins de 20 ans 1977 est la 16e édition de la compétition organisée par le Comité européen de rink hockey et réunissant les meilleures nations européennes des moins de 20 ans. Cette édition a lieu à La Haye, aux Pays-Bas.
L'équipe d'Italie des moins de 20 ans remporte sa 1re couronne européenne de rink hockey et met fin à l'hégémonie de la péninsule ibérique.

## Participants
Huit équipes prennent part à cette compétition.
- France
- Belgique
- Italie
- Allemagne
- Pays-Bas
- Suisse
- Portugal
- Espagne

## Résultats
Chaque équipe se rencontre une fois.
| Rang | Équipe    | Pts | J | G | N | P | Bp | Bc | Diff |  | Résultats |  |     |     |     |     |     |     |     |
| ---- | --------- | --- | - | - | - | - | -- | -- | ---- |  | --------- |  | --- | --- | --- | --- | --- | --- | --- |
| 1    | Italie    | 12  | 7 | 5 | 2 | 0 | 24 | 13 | +11  |  | Italie    |  | 3-3 | 2-2 | 3-2 | 3-0 | 4-1 | 4-3 | 5-2 |
| 2    | Portugal  | 11  | 7 | 5 | 1 | 1 | 29 | 8  | +21  |  | Portugal  |  |     | 2-0 | 1-2 | 4-1 | 7-1 | 6-1 | 6-0 |
| 3    | Pays-Bas  | 11  | 7 | 5 | 1 | 1 | 19 | 6  | +13  |  | Pays-Bas  |  |     |     | 3-0 | 3-0 | 6-2 | 4-0 | 3-1 |
| 4    | Espagne   | 10  | 7 | 5 | 0 | 2 | 20 | 9  | +11  |  | Espagne   |  |     |     |     | 4-0 | 2-1 | 9-1 | 1-0 |
| 5    | Belgique  | 4   | 7 | 2 | 0 | 5 | 13 | 23 | -10  |  | Belgique  |  |     |     |     |     | 6-3 | 3-4 | 3-1 |
| 6    | Allemagne | 4   | 7 | 2 | 0 | 5 | 16 | 28 | -12  |  | Allemagne |  |     |     |     |     |     | 5-2 | 3-1 |
| 7    | France    | 4   | 7 | 2 | 0 | 5 | 12 | 31 | -19  |  | France    |  |     |     |     |     |     |     | 1-0 |
| 8    | Suisse    | 0   | 7 | 0 | 0 | 7 | 5  | 20 | -15  |  | Suisse    |  |     |     |     |     |     |     |     |